# Krakovsko-vilenska unija
Krakovsko-vilenska unija (poljsko Unia krakowsko-wileńska) ali krajše  Vilenska unija je bila eden od sporazumov med Kraljevino Poljsko in Veliko litovsko kneževino. Poljsko plemstvo je sporazum podpisalo v Krakovu 6. maja 1499, litovsko plemstvo pa 24. julija 1499 v Vilni.
Kazimir IV. Jagelo je bil poljski kralj in litovski veliki knez. V svoji zadnji oporoki je določil, da bosta državi ločeno vladala dva njegova sinova. Po njegovi smrti leta 1492 je bil za poljskega kralja izvoljen Ivan I. Albert, medtem ko je litovski Svet gospodov izbral Aleksandra Jagela. Personalna unija med Poljsko in Litvo je bila s tem prekinjena. Novo zvezo med državama bi lahko označili kot dinastično zvezo. 
V poznih 1490. letih se je Poljska soočala s pritiskom Krimskega kanata in Osmanskega cesarstva, medtem ko se je Litva soočala z Moskovsko veliko kneževino. Veliki moskovski knez Ivan III. je trdil, da je po padcu Bizantinskega cesarstva podedoval pravice do vseh ruskih in pravoslavnih dežel. Njegove ambicije so sprožile niz moskovsko-litovskih vojn. Ko so Tatari konec leta 1494 vdrli v Volinijo in Podolje, je Ivan I. Albert svojemu bratu Aleksandru predlagal vojaško in politično zavezništvo. Aleksander je privolil, vendar so se pogajanja zavlekla do pomladi 1498, ko so Tatari vdrli v Podolje in Galicijo ter zajeli na tisoče ujetnikov. Poljski plemiči, ki so želeli zagotoviti litovsko vojaško pomoč, so privolili v vse litovske predloge in zahteve.
Vilenska unija je temeljila na Horodelski uniji iz leta 1413, ki je bila zveza dveh enakopravnih držav. Za Vilensko unijo je bilo dogovorjeno, da bosta prihodnja vladarja obeh držav izbrana ločeno, vendar s soglasjem druge države. Unija naj bi poskrbela tudi za vzajemno pomoč in pomoč v različnih oboroženih spopadih. Po mnenju zgodovinarja Tomasa Baranauskasa je bil Vilenski sporazum za Litvo najugodnejši od vseh poljsko-litovskih sporazumov. Poljski plemiči so skoraj takoj po podpisu sporazuma začeli protestirati proti uniji zaradi majhne tehnične podrobnosti – akt se je skliceval na Horodelsko unijo, ki je niso imeli na voljo.